# Scogli di Corona Niedda
Gli scogli di Corona Niedda sono un gruppo di scogli del mar di Sardegna situati a ridosso della costa occidentale della Sardegna.

Appartengono amministrativamente al comune di Tresnuraghes.